# GNU Prolog
El GNU Prolog (también llamado gprolog) es un compilador con un ambiente interactivo de depuración para el lenguaje Prolog disponible para Unix, Windows y Mac OS X. También soporta algunas extensiones al Prolog incluyendo programación con restricciones sobre un dominio finito, parsing usando gramáticas cláusula definida, y una interface de sistema operativo.
El compilador convierte el código fuente de Prolog en byte code que se puede ser interpretado por una máquina abstracta de Warren y convierte esto en código ejecutable independiente.